# Howlin' Wolf
Howlin' Wolf — студійний альбом блюзового музиканта Гауліна Вулфа, випущений лейблом Chess Records 11 січня 1962 року. Через малюнок крісла-гойдалки на обкладинці альбом також відомий під назвою The Rockin' Chair Album. Є збіркою пісень, записаних Вулфом з 1957 по 1961 роки.
1985 року альбом The Rockin' Chair Album був включений до Зали слави блюзу у номінації класичний блюзовий запис (альбом).
У 2003 році альбом посів 223 місце у списку 500 найкращих альбомів усіх часів за версією журналу Rolling Stone.

## Список композицій
1. «Shake for Me» (Віллі Діксон) — 2:18
2. «The Red Rooster» (Віллі Діксон, Гаулін Вулф) — 2:29
3. «You'll Be Mine» (Віллі Діксон) — 2:29
4. «Who's Been Talkin'» (Гаулін Вулф) — 2:24
5. «Wang-Dang-Doodle» (Віллі Діксон) — 2:25
6. «Little Baby» (Віллі Діксон) — 2:49
7. «Spoonful» (Віллі Діксон) — 2:49
8. «Goin' Down Slow» (Джеймс Берк Оден) — 3:28
9. «Down in the Bottom» (Віллі Діксон) — 2:13
10. «Back Door Man» (Віллі Діксон) — 2:52
11. «Howlin' for My Baby» (Віллі Діксон, Гаулін Вулф) — 2:34
12. «Tell Me» (Гаулін Вулф) — 2:59

## Учасники запису
- Гаулін Вулф — гітара, гармоніка, вокал
- Г'юберт Самлін — гітара
- Джоді Вільямс — гітара
- Джиммі Роджерс — гітара
- Отіс Смокі Самзерс — гітара
- Віллі Джонсон — гітара
- Бадді Гай — бас
- Віллі Діксон — бас
- Хозі Лі Кеннард — фортепіано
- Отіс Спенн — фортепіано
- Генрі Грей — фортепіано
- Сем Лей — ударні
- Ерл Філліпс — ударні
- Фред Белоу — ударні
- С. П. Лірі — ударні